# Leôncio I de Jerusalém
Leôncio I de Jerusalém, também chamado de Leão, foi o patriarca de Jerusalém entre 911 e 928 Em 923, o patriarcado foi agitado por revoltas entre os muçulmanos, que estavam furiosos com as diversas vitórias que os exércitos bizantinos vinham conseguindo. Sofreram principalmente os cristãos de Ascalão e Cesareia, onde todas as igrejas foram destruídas. A Igreja eventualmente recebeu permissão do califa Almoctadir para reconstruí-las.